# بيتى جارد
بيتى جارد (بالإنجليزية: Betty Garde)‏ هي ممثلة أمريكية، ولدت في 19 سبتمبر 1905 بفيلادلفيا في الولايات المتحدة، وتوفيت في 25 ديسمبر 1989 بلوس أنجلوس في الولايات المتحدة. بدأت مشوارها المهني سنة 1929.

## وصلات خارجية
- بيتى جارد على موقع IMDb (الإنجليزية)
- بيتى جارد على موقع ميوزك برينز (الإنجليزية)
- بيتى جارد على موقع تيرنر كلاسيك موفيز (الإنجليزية)
- بيتى جارد على موقع أول موفي (الإنجليزية)
- بيتى جارد على موقع قاعدة بيانات برودواي على الإنترنت (الإنجليزية)
- بيتى جارد على موقع قاعدة بيانات الأفلام السويدية (السويدية)
- بيتى جارد على موقع ديسكوغز (الإنجليزية)
- بيتى جارد على موقع قاعدة بيانات الفيلم (الإنجليزية)